# Liste der Biografien/Sui
Liste der Biografien |
Portal Biografien |
Personensuche
# |
A |
B |
C |
D |
E |
F |
G |
H |
I |
J |
K |
L |
M |
N |
O |
P |
Q |
R |
S |
T |
U |
V |
W |
X |
Y |
Z |
?
 
Sa |
Sb |
Sc |
Sd |
Se |
Sf |
Sg |
Sh |
Si |
Sj |
Sk |
Sl |
Sm |
Sn |
So |
Sp |
Sq |
Sr |
Ss |
St |
Su |
Sv |
Sw |
Sy |
Sz
 
Sua |
Sub |
Suc |
Sud |
Sue |
Suf |
Sug |
Suh |
Sui |
Suj |
Suk |
Sul |
Sum |
Sun |
Suo |
Sup |
Suq |
Sur |
Sus |
Sut |
Suu |
Suv |
Suw |
Sux |
Suy |
Suz
Die Liste der Biografien führt alle Personen auf, die in der deutschsprachigen Wikipedia einen Artikel haben. Dieses ist eine Teilliste mit 58 Einträgen von Personen, deren Namen mit den Buchstaben „Sui“ beginnt.

## Sui
- Sui Gongdi (605–619), Kaiser der chinesischen Sui-Dynastie
- Sui Sin Far (1865–1914), kanadische Schriftstellerin
- Sui Wendi (541–604), Sui-Kaiser von China
- Sui Wonders, Chase (* 1996), US-amerikanische SchauspielerinChase Sui Wonders (* 1996)

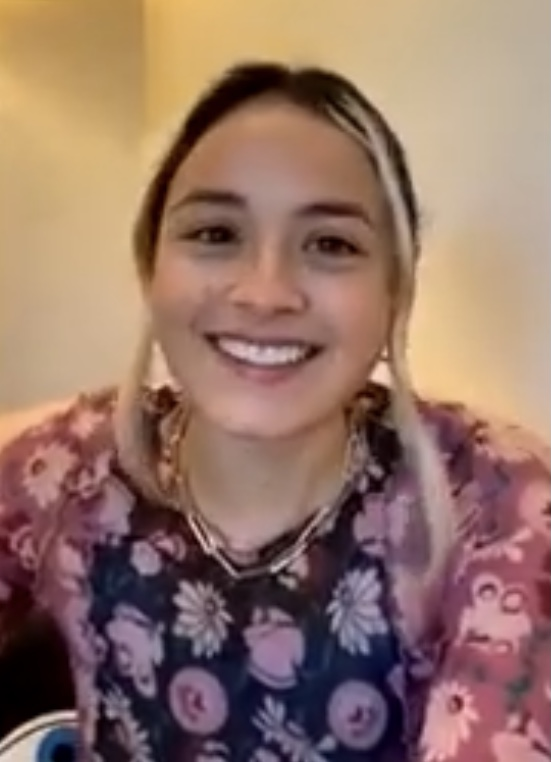
Chase Sui Wonders (* 1996)

- Sui Yangdi (560–618), chinesischer Kaiser der Sui-Dynastie
- Sui, Anna (* 1964), US-amerikanische Modeschöpferin
- Sui, Baoku (* 1986), chinesischer Shorttracker
- Sui, Gaofei (* 2001), chinesischer Leichtathlet
- Sui, He (* 1989), chinesisches Model
- Sui, Jianguo (* 1956), chinesischer Künstler und Hochschullehrer für Bildhauerei
- Sui, Lu (* 1992), chinesische Turnerin
- Sui, Wenjing (* 1995), chinesische Eiskunstläuferin
- Sui, Xinmei (* 1965), chinesische Leichtathletin

### Suic
- Šuica, Dubravka (* 1957), kroatische Politikerin (HDZ), Bürgermeisterin und MdEP
- Suicide, Sawa (* 1978), US-amerikanisches Fotomodel, Fotografin und Musikerin

### Suid
- Suida, Hermann (1887–1973), österreichischer Chemiker
- Suida, Wilhelm (1853–1922), österreichischer Chemiker und Hochschullehrer
- Suida, Wilhelm (1877–1959), österreichisch-amerikanischer Kunsthistoriker

### Suih
- Suihkonen, Liisa (* 1943), finnische Skilangläuferin

### Suij
- Suij, Pauline (1863–1949), niederländische Künstlerin
- Suija, Ave (* 1969), estnische Botanikerin und Hochschullehrerin
- Suija, Silja (* 1974), estnische Skilangläuferin
- Suijkerbuijk, Jos (1929–2015), niederländischer Radsportler
- Suijling, Johannes Philippus (1869–1962), niederländischer Rechtswissenschaftler

### Suik
- Suikkanen, Kai (* 1959), finnischer Eishockeyspieler und -trainer
- Suikkanen, Raimo (1942–2021), finnischer Radsportler und nationaler Meister im Radsport
- Suikkari, Jaakko (1925–2014), finnischer Sprinter
- Suikkari, Juho (* 1971), finnischer Radrennfahrer
- Suiko (554–628), 33. Tennō von Japan
- Suikow, Nikolai Iwanowitsch (1901–1942), sowjetischer Konteradmiral

### Suil
- Suillius Nerullinus, Marcus, römischer Politiker, Konsul 50
- Suillius Rufus, Publius, römischer Suffektkonsul 41/45 und Ankläger

### Suim
- Süimaghambetow, Murat (* 1983), kasachischer Fußballspieler

### Suin
- Suin de Boutemard, Bernhard (1930–2007), deutscher Pfarrer und Religionspädagoge
- Suinaga, Pedro (1907–1980), mexikanischer Fußballspieler
- Suinin († 70), 11. Tennō von Japan
- Suinthila, König der Westgoten (621–631)

### Suir
- Suire, Catherine (* 1959), französische Tennisspielerin
- Suire, Jacques (* 1942), französischer Radrennfahrer

### Suis
- Suishinshi, Masahide (1750–1825), Schwertschmied und Begründer des Shinshin-tō
- Suislepp, Harald (1921–2000), estnischer Schriftsteller
- Suissa, Elijahu (* 1956), israelischer Politiker, Minister und Knesset-Abgeordneter
- Suissa, Justine (* 1970), britische Singer-Songwriterin
- Suisted, Laura Jane (1840–1903), neuseeländische Autorin, Journalistin und Parlamentsreporterin
- Suisy, Étienne de († 1311), Kardinal der Römischen Kirche

### Suit
- Suit, Herman D. (1929–2022), US-amerikanischer Mediziner
- Suita, Sōboku (1890–1983), japanischer Maler
- Suitbert, angeblicher Bischof von Verden und Heiliger
- Suitbert († 713), angelsächsischer Missionar, Gründer und erster Abt des Klosters KaiserswerthSuitbert († 713)

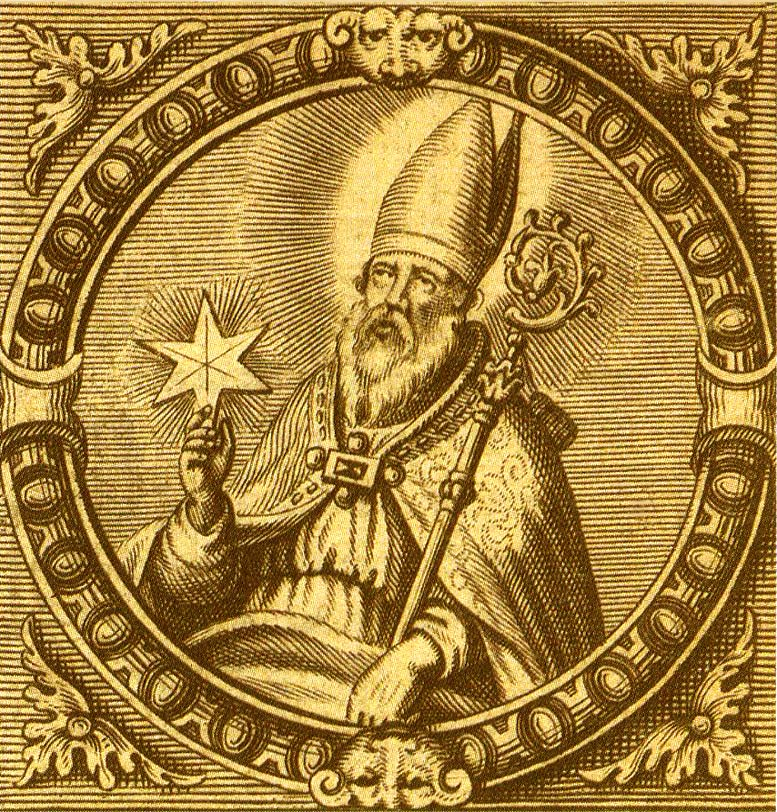
Suitbert († 713)

- Suiter, Balthasar († 1753), deutscher Stuckateur und Baumeister des Rokoko
- Suitiala, Ella (* 1989), finnische Snowboarderin
- Suitner, Otmar (1922–2010), österreichischer Dirigent
- Suitor, William P. (* 1945), US-amerikanischer Testpilot
- Suits, Chauncey Guy (1905–1991), US-amerikanischer Physiker und Forschungsdirektor von General Electric
- Suits, Gustav (1883–1956), estnischer Lyriker
- Suitschmesow, Assen (1899–1978), bulgarischer Geschäftsmann
- Suitt, Vaune, US-amerikanische Schauspielerin und Fotografin

### Suiz
- Suizei (632 v. Chr.–549 v. Chr.), 2. Tennō von Japan (581 v. Chr.–549 v. Chr.)